# Bisbe de Jackson
El bisbe de Jackson o teixidor de Jackson (Euplectes jacksoni) és una espècie d'ocell de la família dels plocèids (Ploceidae) que habita praderies de Kenya i zona limítrofa del nord de Tanzània.